# Ильинское (Малопургинский район)
Ильинское (удм. Уча ) — село в Малопургинском районе Удмуртской Республики, административный центр муниципального образования «Ильинское».
Находится в 15 км к юго-западу от районного центра села Малая Пурга. Через Ильинское проходит дорога федерального значения Р320 Елабуга — Ижевск. К северу от села протекает река Бобинка.

## История
Впервые населённые пункты юго-запада современной Удмуртии упоминаются по результатам ландратских переписей 1710 и 1716 годов, более ранние документы не сохранились. В 1716 году среди селений сотни Андрея Байтемирова Арской дороги Казанского уезда есть деревня Поже-Уча . Приход села Пуже-Уча открыт по представлению Казанской новокрещенской конторы в 1749 году. Строительство деревянной церкви завершено в 1751 году и храм освящён в честь Святого Пророка Илии. В 1821 году на смену обветшавшему деревянному храму начинается строительство каменной церкви .

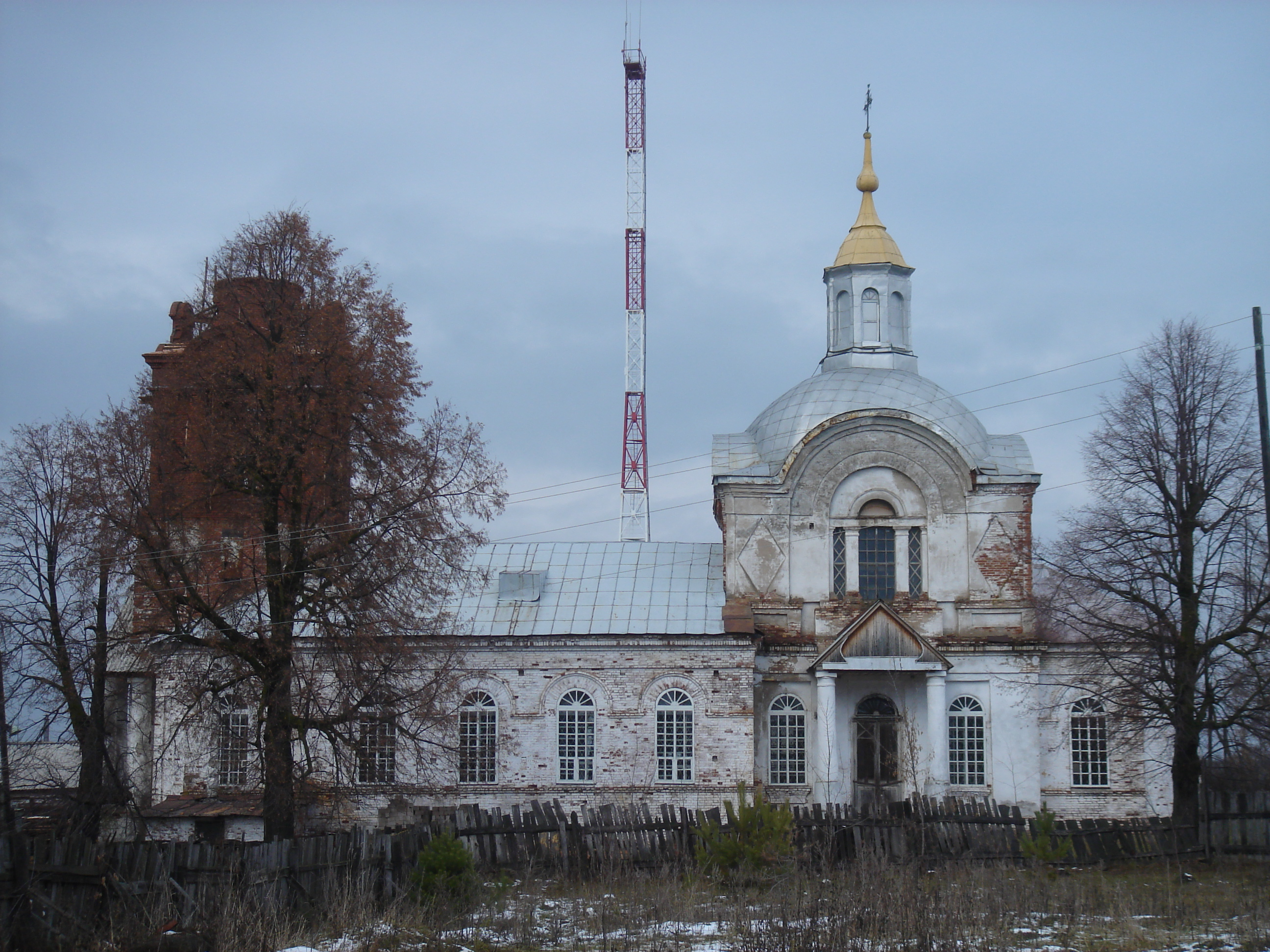
Пророко-Ильинская церковь.

В 1780 году были образованы Вятское наместничество и Елабужский уезд, в состав которого было передано село. В 1796 году при разделе уезда на волости среди прочих образована Ильинская волость, упразднённая в 1838 году . По итогам десятой ревизии 1859 года в 83 дворах казённого села Ильинское (Пуже-Уча, Пужеучинское) при речке Пужеучинке проживали 250 жителей мужского пола и 266 женского, помимо церкви располагалось сельское управление и работала мельница. В том же году в результате очередной реформы управления государственным имуществом Ильинское сельское общество Кватчинской волости, снова преобразовано в самостоятельную Ильинскую волость . К 1897 году в селе проживало 759 человек, все православные .
В 1921 году, в связи с образованием Вотской автономной области, село в составе Ильинской волости передано в Ижевский уезд. А в 1924 году при укрупнении административных единиц Ильинская волость упразднена и все её селения переданы в состав Большекибьинской волости Можгинского уезда и образован укрупнённый Ильинский сельсовет . В 1929 году упраздняется уездно-волостное административное деление и село причислено к Малопургинскому району.

## Фотогалерея

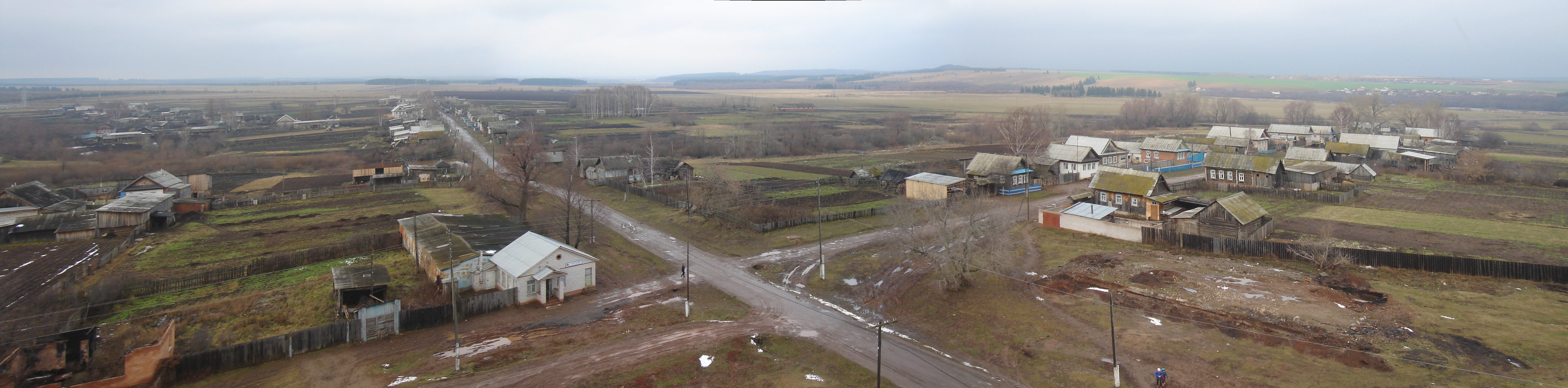
Вид на село с колокольни.

## Социальная инфраструктура
- средняя общеобразовательная школа[10]
- детский сад «Кизили»[10]
- фельдшерско-акушерский пункт
- сельский клуб
- библиотека